# Mistænkt - Nogen lyver
Mistænkt – Nogen Lyver... er navnet på et dansk computerspil fra 2000, udgivet af Vision Park i samarbejde med tv-programmet Efterlyst. Spillet var baseret på autentisk materiale og indeholdt filmede sekvenser med danske skuespillere såsom Lars Mikkelsen og Thomas Biel. Sekvenserne blev desuden instrueret af Kasper Gaardsøe.

## Handling
Historien begynder da en fisker fanger et afsavet ben i sit fiskenet. Benet viser sig at komme fra den forsvundne Eva Larsen. Som spiller bliver man sat på sagen af politichefen (spillet af Michelle Bjørn-Andersen) og skal som efterforskningsleder lede en flok politifolk og løse mordgåden.
Man skal kunne bevise både fundet, forbrydelsen, døden og gerningsmanden inden tiden løber ud. På et tidspunkt bliver det desuden muligt at efterlyse nye oplysninger med TV-programmet Efterlyst.